# Ne partez pas sans moi
Ne partez pas sans moi (Nederlands: Ga niet weg zonder mij) is een nummer uit 1988 dat wordt gezongen door de Canadese zangeres Céline Dion. Het nummer werd geschreven door Atilla Şereftuğ en Nella Martinetti. Op 30 april 1988 won het nummer het drieëndertigste Eurovisiesongfestival voor Zwitserland.

## Eurovisiesongfestival 1988
Ne partez pas sans moi was een van de negen liedjes in de Zwitserse nationale finale voor het Eurovisiesongfestival van 1988. De nationale finale vond op 6 februari 1988 plaats in Morges. Céline Dion won de nationale finale en mocht Zwitserland zodoende gaan vertegenwoordigen op het Eurovisiesongfestival, dat op 30 april 1988 gehouden werd in Dublin, Ierland.
Op het songfestival trad Céline Dion als negende van 21 deelnemers op. Bij de puntentelling ontving Ne partez pas sans moi 137 punten, waaronder van drie landen het maximumaantal van 12 punten. De totale puntenscore van 137 was voldoende om het festival te winnen en de nummer twee, Scott Fitzgerald uit het Verenigd Koninkrijk, op één punt voor te blijven.
De overwinning betekende de tweede Zwitserse zege op het Eurovisiesongfestival, nadat het land eerder al de editie van 1956 had gewonnen. Tijdens de in 2005 gehouden jubileumshow Congratulations: 50 Jaar Eurovisiesongfestival eindigde Ne partez pas sans moi op de tiende plaats van populairste songfestivalliedjes uit vijftig jaar Eurovisiesongfestival.

## Hitnoteringen
Ondanks de songfestivalzege groeide Ne partez pas sans moi niet uit tot een grote internationale hit. De single had voornamelijk succes in Franstalige landen, zoals in Zwitserland zelf (11de plaats), in België (12de plaats), in Frankrijk (36ste plaats) en in Dions thuisgebied Quebec (10de plaats). In Nederland kwam het nummer niet verder dan de 3e plaats in de tipparade van de Top 40, maar behaalde het wel een notering in de Nationale Hitparade (42ste plaats).

## Covers
Na haar overwinning nam Céline Dion van Ne partez pas sans moi een Duitstalige versie op, getiteld Hand in Hand. Nog in hetzelfde jaar (1988) verschenen ook twee Nederlandstalige versies van het nummer, te weten Dit kan nooit overgaan (door Claudia Caluwé) en Kom weer terug bij mij (door Mieke). De originele Franstalige versie werd in de loop der jaren nog opgenomen door verschillende artiesten, onder wie Dana Winner (1999) en Udo (2020).
1956: Refrain · 
1957: Net als toen · 
1958: Dors, mon amour · 
1959: 'n Beetje · 
1960: Tom Pillibi · 
1961: Nous les amoureux · 
1962: Un premier amour · 
1963: Dansevise · 
1964: Non ho l'età · 
1965: Poupée de cire, poupée de son · 
1966: Merci, chérie · 
1967: Puppet on a string · 
1968: La la la · 
1969: Un jour, un enfant, De troubadour, Vivo cantando, Boom bang-a-bang · 
1970: All kinds of everything · 
1971: Un banc, un arbre, une rue · 
1972: Après toi · 
1973: Tu te reconnaîtras · 
1974: Waterloo · 
1975: Ding-a-dong · 
1976: Save your kisses for me · 
1977: L'oiseau et l'enfant · 
1978: A-ba-ni-bi · 
1979: Hallelujah · 
1980: What's another year · 
1981: Making your mind up · 
1982: Ein bißchen Frieden · 
1983: Si la vie est cadeau · 
1984: Diggi-loo diggi-ley · 
1985: La det swinge · 
1986: J'aime la vie · 
1987: Hold me now · 
1988: Ne partez pas sans moi · 
1989: Rock me · 
1990: Insieme: 1992 · 
1991: Fångad av en stormvind · 
1992: Why me? · 
1993: In your eyes · 
1994: Rock 'n' roll kids · 
1995: Nocturne · 
1996: The voice · 
1997: Love shine a light · 
1998: Diva · 
1999: Take me to your heaven · 
2000: Fly on the wings of love · 
2001: Everybody · 
2002: I wanna · 
2003: Everyway that I can · 
2004: Wild dances · 
2005: My number one · 
2006: Hard rock hallelujah · 
2007: Molitva · 
2008: Believe · 
2009: Fairytale · 
2010: Satellite · 
2011: Running scared · 
2012: Euphoria · 
2013: Only teardrops · 
2014: Rise like a phoenix · 
2015: Heroes · 
2016: 1944 · 
2017: Amar pelos dois · 
2018: Toy · 
2019: Arcade · 
2021: Zitti e buoni · 
2022: Stefania · 
2023: Tattoo · 
2024: The code